# Skylake (microarquitetura)
Skylake é o codinome da sexta geração de processadores Intel Core com processo de fabricação de 14 nm para computadores, embarcados, dispositivos móveis e servidores, fabricados entre 2015 e 2018, como sucessora da arquitetura Broadwell.
O primeiro anúncio da microarquitetura foi feito em 2013, prevendo sua chegada ao mercado entre 2015 e 2016.

## Arquitetura
- Processo de fabricação 14 nm
- Socket LGA 1151
- Suporte para memórias DDR4,[4][5] com máximo de 64 GB.
- Suporte para até 20 PCI Express 3.0
- Suporte para PCI Express 4.0 (Skylake-E/EP/EX)[6][7]
- 128 KB L1 cache (64 KB 16-way set associative instruction cache + 64 KB 16-way set associative data cache) (2 ciclos)
- 512 KB L2 cache, 16-way set associative (6 ciclos)
- 12 MB L3 cache, 24-way set associative (12 ciclos)
- 128 MB L4 eDRAM cache
- Quad-Core em todas as linhas
- Suporte para SATA Express
- AVX-512F: Advanced Vector Extensions 3.2
- Intel SHA Extensions: SHA-1 e SHA-256 (Secure Hash Algorithms)
- Intel MPX (Memory Protection Extensions)
- Intel ADX (Multi-Precision Add-Carry Instruction Extensions)

## Lista de processadores

### Desktop
| Mercado alvo | Núcleos (Threads) | Processador Marca e Modelo | Processador Marca e Modelo | Clock da CPU | Clock da CPU | Clock dos gráficos | Clock dos gráficos | Cache L3 | TDP   | Trimestre de lançamento | Preço (Dólar) | Placa-mãe | Placa-mãe | Placa-mãe |
| Mercado alvo | Núcleos (Threads) | Processador Marca e Modelo | Processador Marca e Modelo | Base         | Turbo        | Base               | Turbo              | Cache L3 | TDP   | Trimestre de lançamento | Preço (Dólar) | Socket    | Interface | Memória   |
| ------------ | ----------------- | -------------------------- | -------------------------- | ------------ | ------------ | ------------------ | ------------------ | -------- | ----- | ----------------------- | ------------- | --------- | --------- | --------- |
| High-End     | 28 (56)           | Xeon W Extreme             | 3175X                      | 3,1 GHz      | 3,8 GHz      | —                  | —                  | 38,5 MB  | 255 W | 4.º tri. de 2018        | $2999         | LGA 3647  | PCIe 3.0  | DDR4-2666 |
| High-End     | 18 (36)           | Core i9 Extreme            | 9980XE                     | 3 GHz        | 4,5 GHz      | —                  | —                  | 24,75 MB | 165 W | 4.º tri. de 2018        | $1979         | LGA 2066  | PCIe 3.0  | DDR4-2666 |

### Integrado
| Mercado alvo | Núcleos (Threads) | Processador Marca e Modelo | Processador Marca e Modelo | Clock da CPU | Clock da CPU | Clock dos gráficos | Clock dos gráficos | Cache L3 | TDP   | Trimestre de lançamento | Preço (Dólar) | Placa-mãe | Placa-mãe | Placa-mãe |
| Mercado alvo | Núcleos (Threads) | Processador Marca e Modelo | Processador Marca e Modelo | Base         | Turbo        | Base               | Turbo              | Cache L3 | TDP   | Trimestre de lançamento | Preço (Dólar) | Socket    | Interface | Memória   |
| ------------ | ----------------- | -------------------------- | -------------------------- | ------------ | ------------ | ------------------ | ------------------ | -------- | ----- | ----------------------- | ------------- | --------- | --------- | --------- |
| High-End     | 24 (48)           | Xeon Platinum              | 8160T                      | 2,1 GHz      | 3,7 GHz      | —                  | —                  | 33 MB    | 150 W | 3.º tri. de 2017        | $4936         | LGA 3647  | PCIe 3.0  | DDR4-2666 |
| High-End     | 20 (40)           | Xeon Gold                  | 6138T                      | 2 GHz        | 3,7 GHz      | —                  | —                  | 27,5 MB  | 125 W | 3.º tri. de 2017        | $2742         | LGA 3647  | PCIe 3.0  | DDR4-2666 |